# Alexander von Abonuteichos
Alexander von Abonuteichos (griechisch Ἀλέξανδρος Aléxandros; * um 105; † um 175) war ein antiker Priester aus der paphlagonischen Stadt Abonuteichos. Er berief sich auf die Tradition des Neupythagoreers Apollonios von Tyana. Von gegnerischer Seite wurde er als Scharlatan bekämpft.

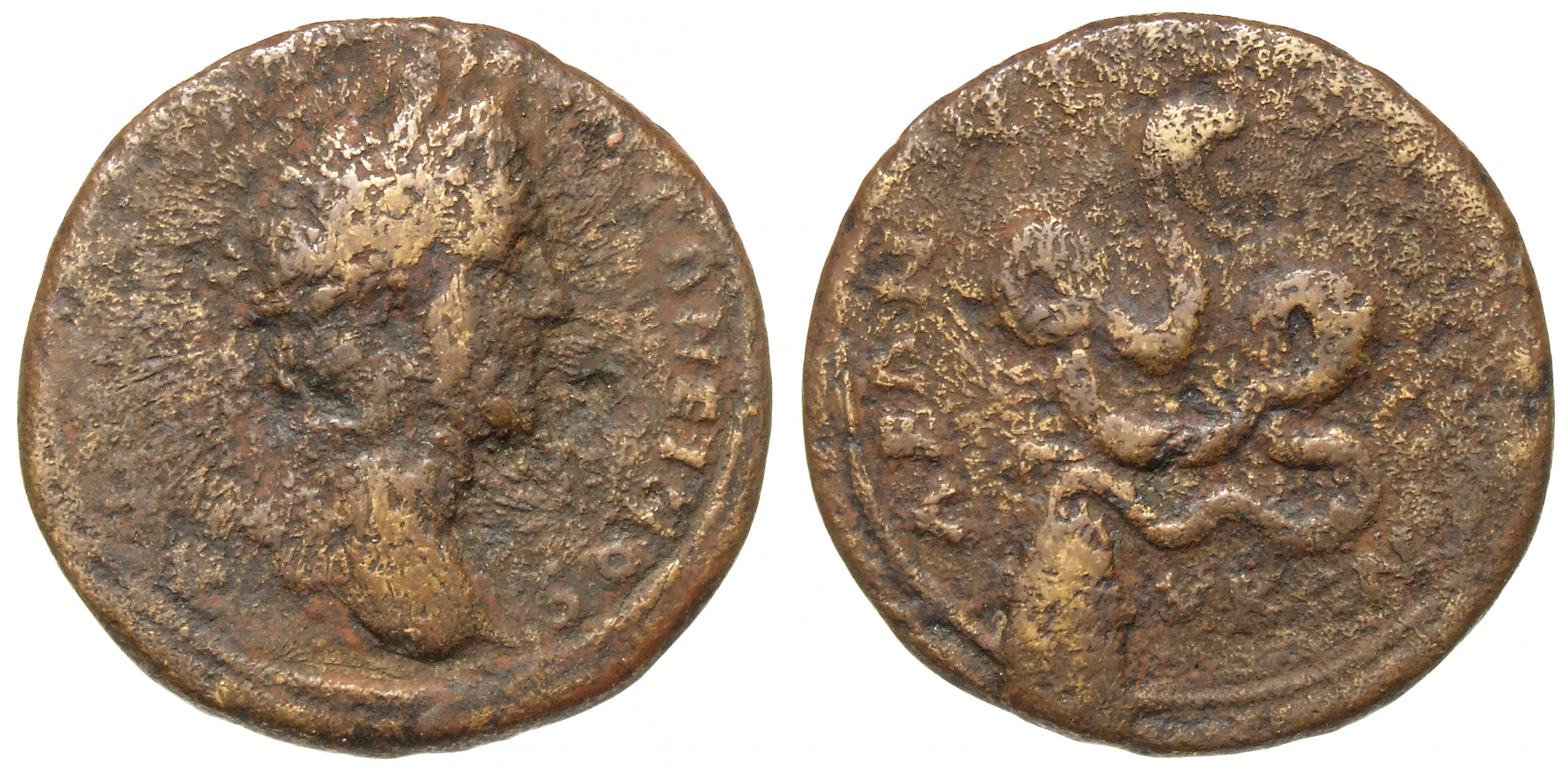
Münze aus Abonuteichos; Avers: Antoninus Pius, Revers: die Schlange Glykon; damit Datierung in die Regierungszeit des Antoninus Pius (138–161) aber nach der Kultgründung durch Alexandros (um 150); Münzkabinett Berlin 2363794

Anknüpfend an den schon vorhandenen Asklepios-Hygieia-Kult und in Nachahmung des Kultes in Eleusis gründete Alexander um 150 das Glykon-Orakel in Abonuteichos. Sein Kult des Neos Asklepios, der menschenköpfigen Schlange Glykon, breitete sich bis nach Rom, in den Donauraum und nach Syrien aus. Merkmale des Kults waren Verrätselung, der Auftritt eines Propheten, kultisches Schweigen und Mysterienfeste. Bekannt war der Kult für seine militante Gegnerschaft zum Epikureismus und zum Christentum, die sich in der „Wegbietung“ ausdrückte: „Hinaus die Christen, hinaus die Epikureer“. Lukian von Samosata, der Alexanders Lebensgeschichte schrieb, beschrieb diesen als intelligenten und skrupellosen Scharlatan, der die Blüte des Orakelwesens im 2. Jahrhundert für seinen eigenen Gewinn ausnutzte. Sein nach 180 verfasstes Werk ist ein Pamphlet gegen Alexander, das sich, getragen von aufklärerischem Pathos, bemüht, den Betrüger zu entlarven. Dabei ermöglicht Lukian auch Einblicke in die Manipulationsmittel eines religiösen Scharlatans. So beschreibt er, auf welche Weise Alexander seine menschenköpfige Schlange gestaltet, inszeniert und sprechen lässt.

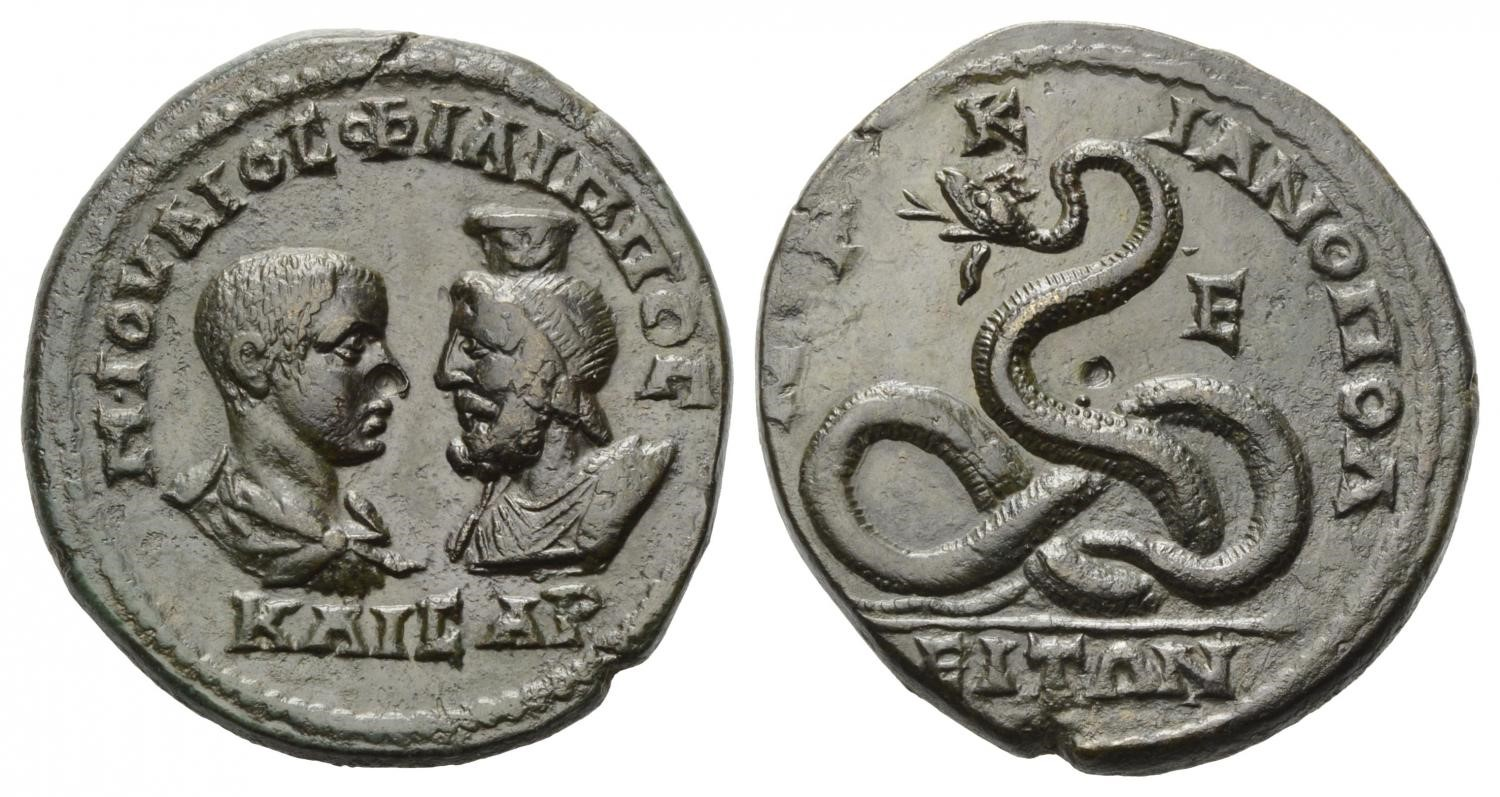
Pentassarion, geprägt unter Philippus Caesar (Caesar von 244 bis 247) in Marcianopolis. Die Rückseite der Münze zeigt eine Glykon-Schlange mit Bart.

Alexander unterhielt gute Verbindungen nach Rom, die es ihm ermöglichten, während der Regierung des Kaisers Antoninus Pius die Stadt Abonuteichos in Ionopolis umbenennen zu lassen. Einzige sichere Zeugnisse des Kultes sind neben Lukians Schrift Münzen, die Abonuteichos und andere kleinasiatische Städte seit Antoninus Pius prägten. Auf diesen ist die Schlange abgebildet, häufig mit Menschenkopf, bisweilen mit der Namensbeischrift.
Wohl zwischen 170 und 175 starb Alexander, wenige Jahre später sein einflussreichster Förderer, was offenbar zu einem Niedergang des Kultes führte. Während Lukian – vermutlich um der literarischen Darstellung willen – behauptet, mit Alexanders Tod habe auch der Glykon-Kult ein Ende gefunden, deuten die Münzen auf eine andere Entwicklung hin. Der Kult wurde nach Alexanders Tod ohne das Orakel, aber mit Alexander als verehrtem Heros fortgeführt. Zunächst war die Glykon-Verehrung anscheinend tatsächlich geschwächt, es wurden kaum noch Münzen emittiert. Doch unter den Severern erlebte der Kult einen zweiten Höhepunkt. Diese Phase ist bis in die Mitte des 3. Jahrhunderts anhand von zahlreichen Münzen aus verschiedenen Städten Kleinasiens nachgewiesen. Danach fehlen numismatische Zeugnisse, doch kann dies nicht ein Ende des Kultes beweisen, da die lokale Münzprägung in Kleinasien im 3. Jahrhundert endet. Wie lange Glykon noch verehrt wurde, ist nicht bekannt.